# 누아용

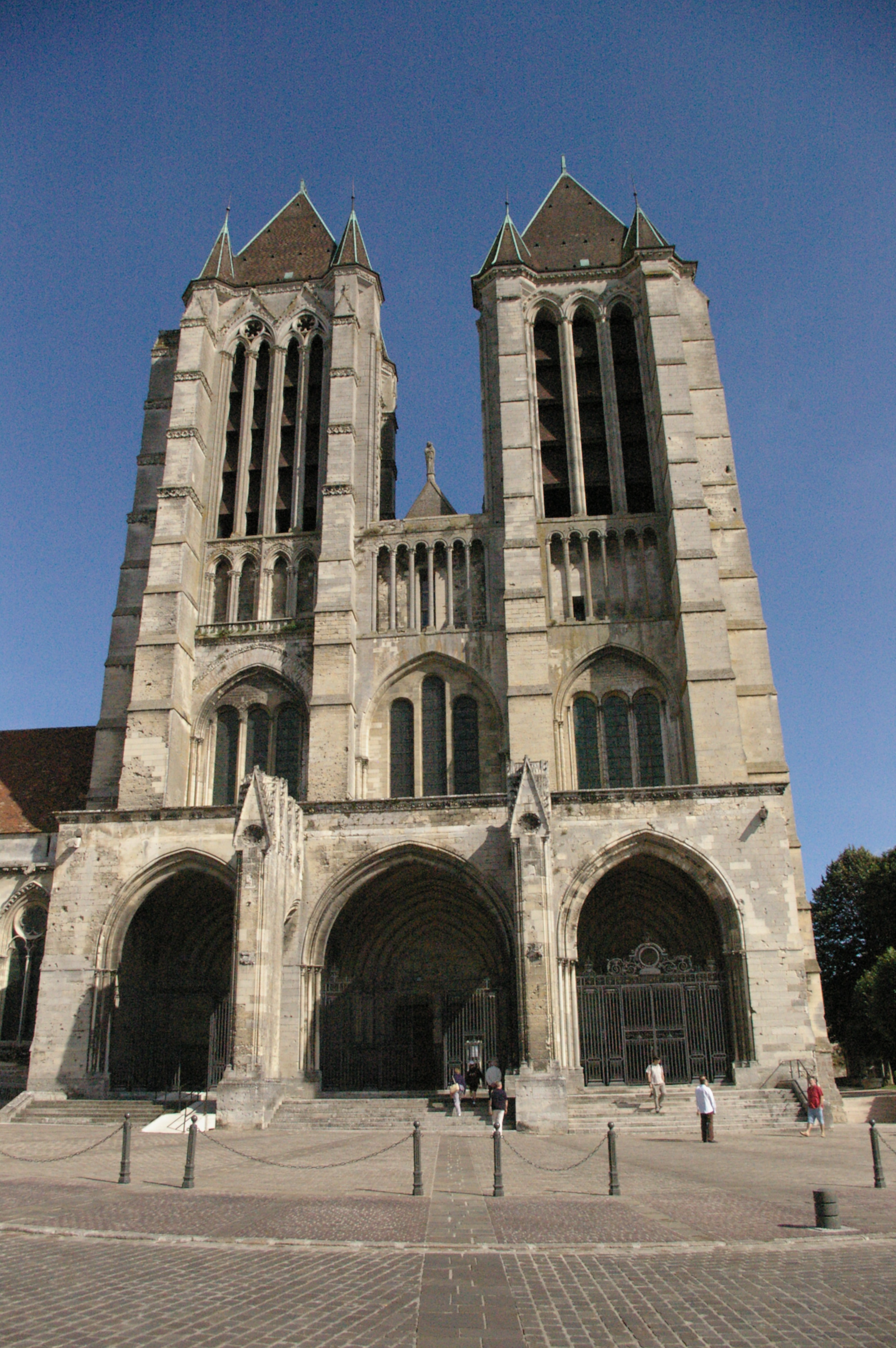

누아용(프랑스어: Noyon)은 프랑스 북부의 우아즈주의 프랑스의 코뮌이다. 파리의 북쪽에 약 100킬로미터(60마일) 우아즈 운하에 있다. 종교개혁가 존 칼빈의 고향으로 유명하기도 하다.
- Oise 부서의 코뮌
- 기념비 보조 모 (Oise)
- 샤를 마뉴

## 같이 보기
- 우아즈주의 코뮌 목록
- 카롤루스 대제